# Bonheur du jour

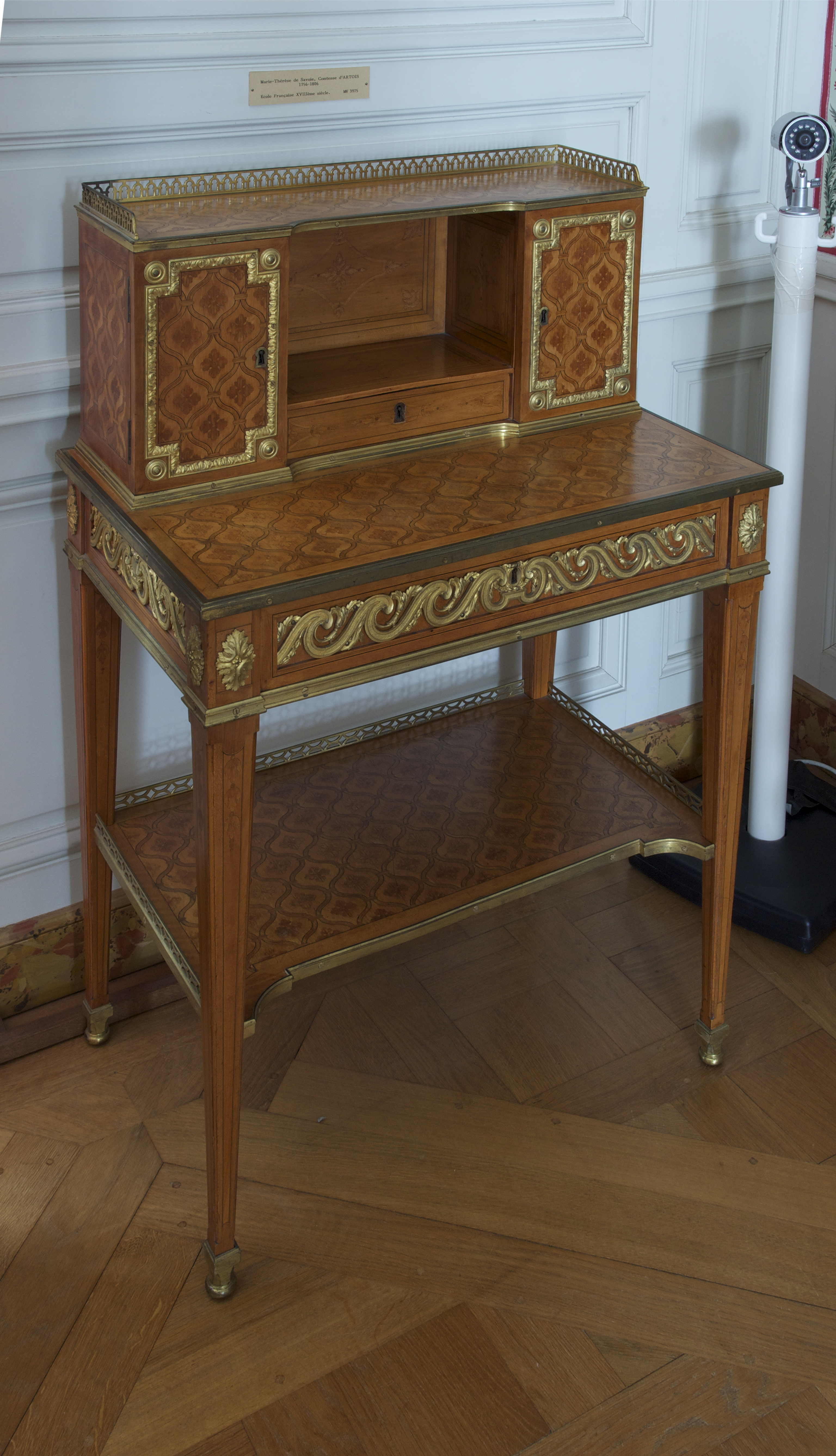
Laatachttiende-eeuwse Bonheur du jour bonheur du jour, nu in het Kasteel van Versailles

Een bonheur du jour of kortweg bonheur (Frans voor 'geluk') is een bepaald meubelstuk dat in de meeste gevallen is gemaakt van mahoniehout (in de vorm van fineer verwerkt op eikenhout) en dat werd vervaardigd tussen 1850 en 1870 onder verschillende benamingen, zoals bonheur du jour en bonheur Willem III.

## Uiterlijk en functie
Door het gebruik van mahoniehout is het een fraai ogend kastje. De onderkast heeft twee deurtjes met een bestoken rand en soms een lade daarboven. De lade kan op slot door middel van een sleutel. Aan de zijkanten zitten soms twee snijplanken die men eruit kan schuiven en op de onderkast kan in sommige gevallen een marmeren blad liggen. De bonheur du jour kan een bestoken bovenstuk, hetgeen ondieper is dan de onderkast, met twee spiegels in de deurtjes en twee schappen hebben. Deze bonheur kan gebruikt worden als hulpkast bij het diner met zijn snijplanken.
Andere bonheurs werden ingericht als schrijftafel of porseleinkast. Meestal hebben de kasten aan de voorkant bolvormig gedraaide pootjes. Een voorbeeld van de maten: hoogte 186 cm, breedte 127 cm, diepte van de onderkast 53 cm.